# Monteleone di Spoleto
Monteleone di Spoleto – miejscowość i gmina we Włoszech, w regionie Umbria, w prowincji Perugia.
Według danych na rok 2004 gminę zamieszkiwały 682 osoby, 11,2 os./km².

## Bibliografia

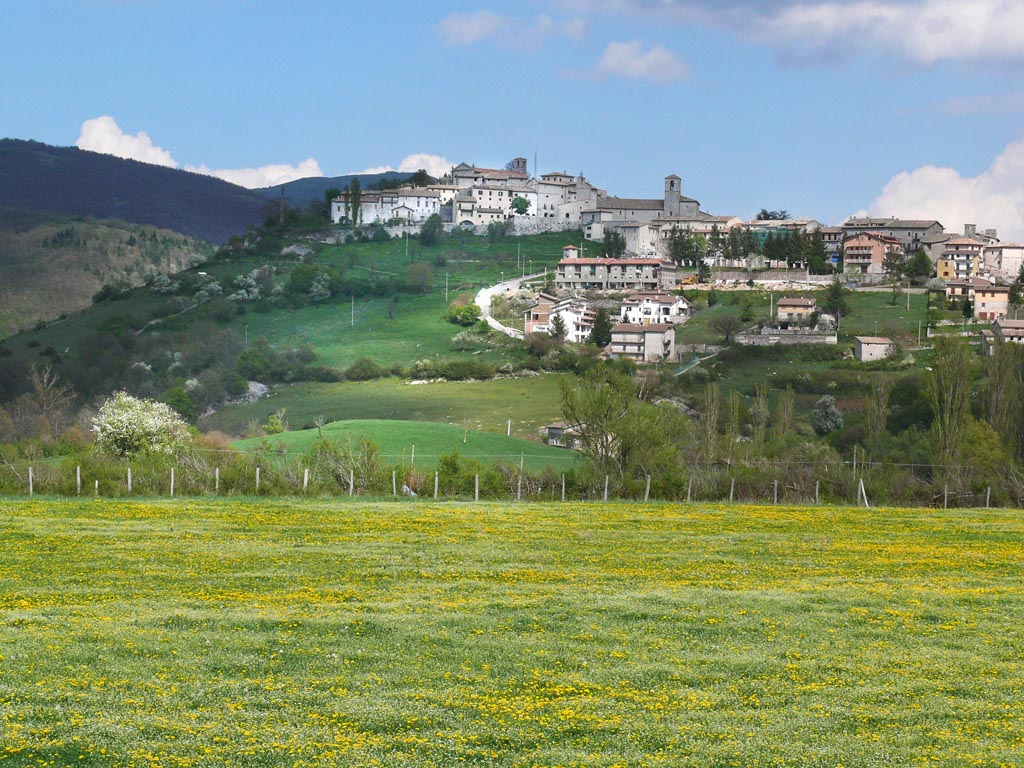
Panorama

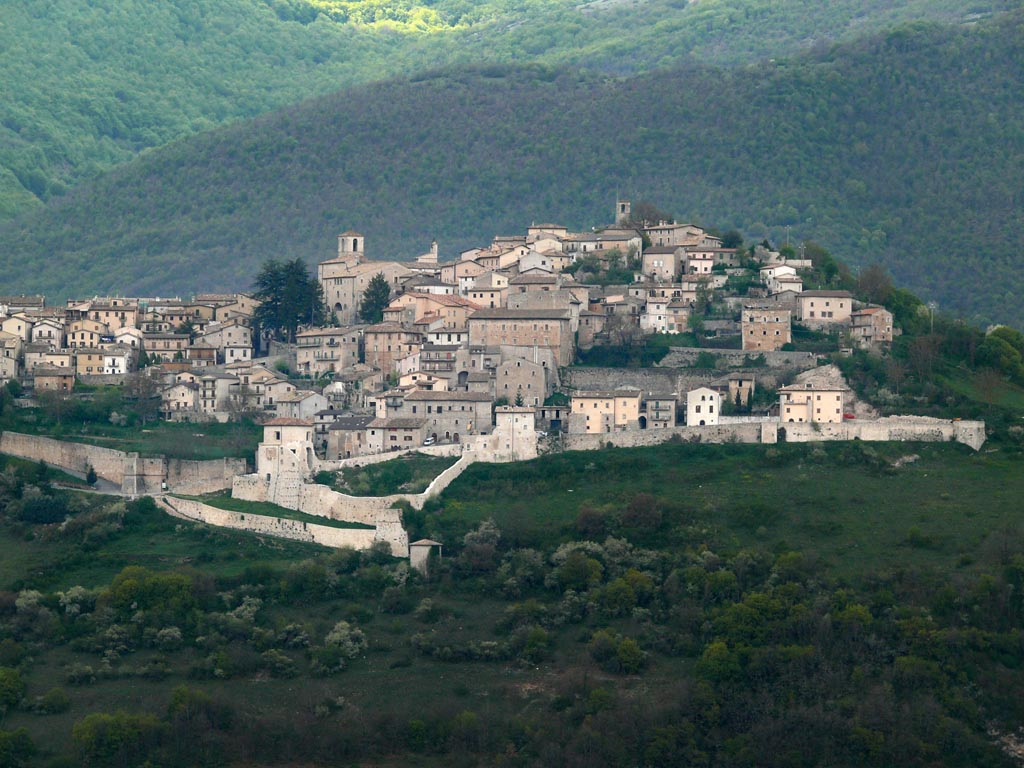
Widok na miejscowość

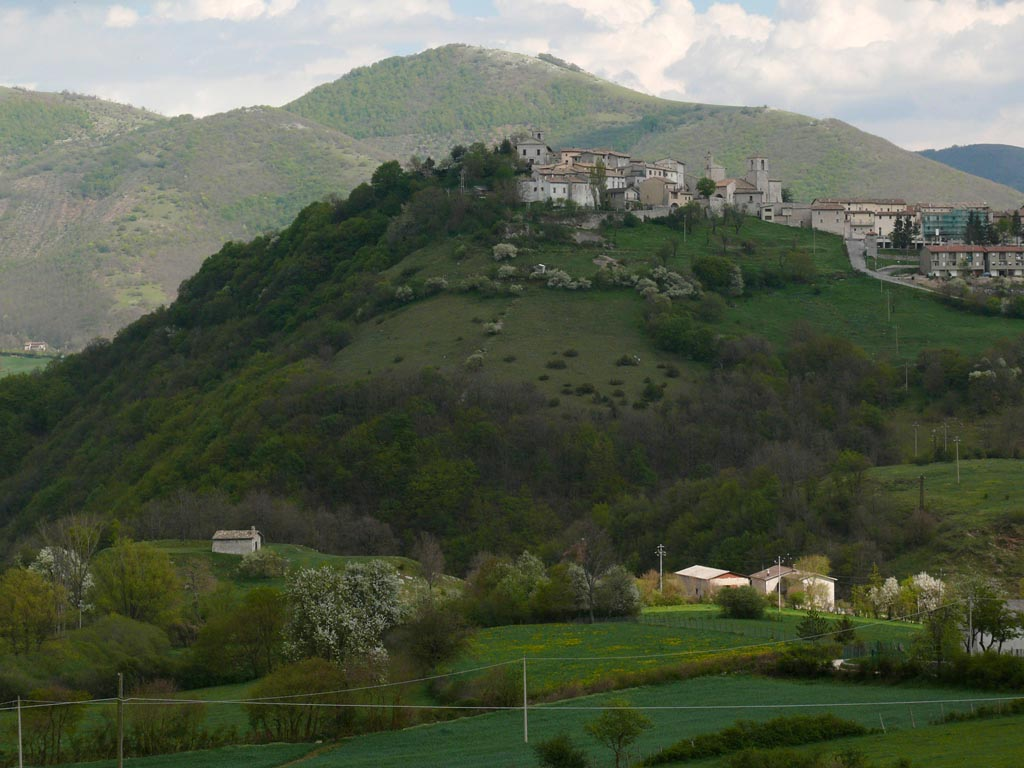
Widok na miejscowość